# 采内·普雷夫茨
采内·普雷夫茨（1996年3月12日—），斯洛文尼亚男子跳台滑雪运动员。他曾代表斯洛文尼亚参加2022年冬季奥林匹克运动会跳台滑雪比赛，获得男子团体高台银牌。